# Kerk van Nijhuizum
De kerk van Nijhuizum is een kerkgebouw in Nijhuizum, gemeente Súdwest-Fryslân, in de Nederlandse provincie Friesland.

## Beschrijving
De hervormde kerk uit de 19e eeuw is een recht gesloten zaalkerk voorzien van een rode houten geveltoren met ingesnoerde spits. In de kerk staat een Hinkel-harmonium. Het kerkgebouw wordt sinds 1971 voornamelijk nog in de zomer gebruikt voor kerkdiensten.

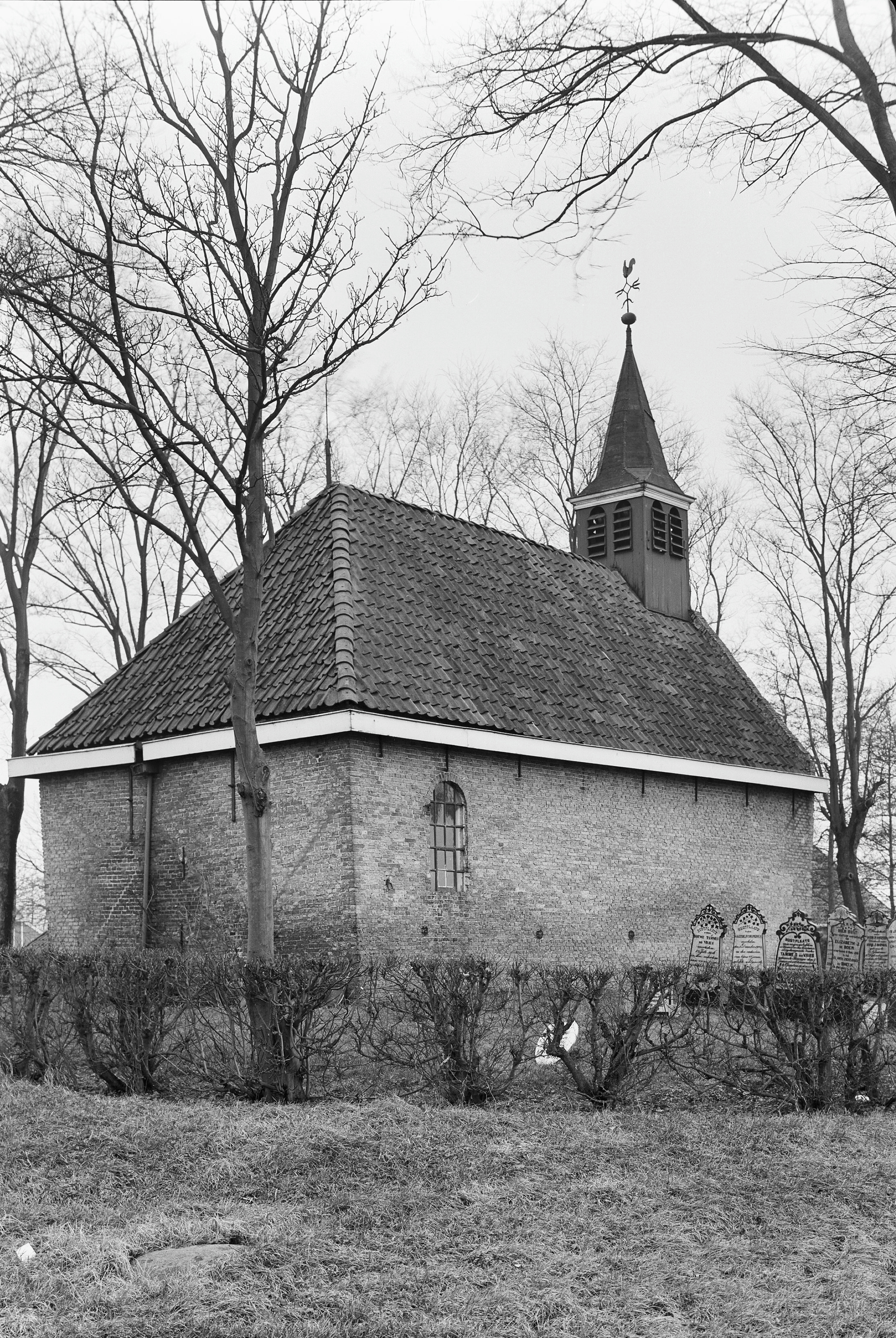
Noordoostzijde in 1969